# Rhodesian Air Force
La Rhodesian Air Force est l'armée de l'air des Forces de sécurité de la République de Rhodésie du Sud. Fondée en 1935 en Rhodésie du Sud alors membre de l'empire britannique, elle a été remplacée en 1980 par l'armée de l'air du Zimbabwe.

## Effectifs
Pendant la guerre du Bush de Rhodésie du Sud, la Rhodesian Air Force ne compte que 2 300 personnels dont 150 sont pilotes. Qualifiés sur tous les appareils de l’armée de l’air, ces pilotes multiplient les missions de combat. De plus, ils passent d'une unité à l'autre afin de ménager des périodes de repos aux mécanos qui passeraient sinon leur temps en service commandé.

## Matériels

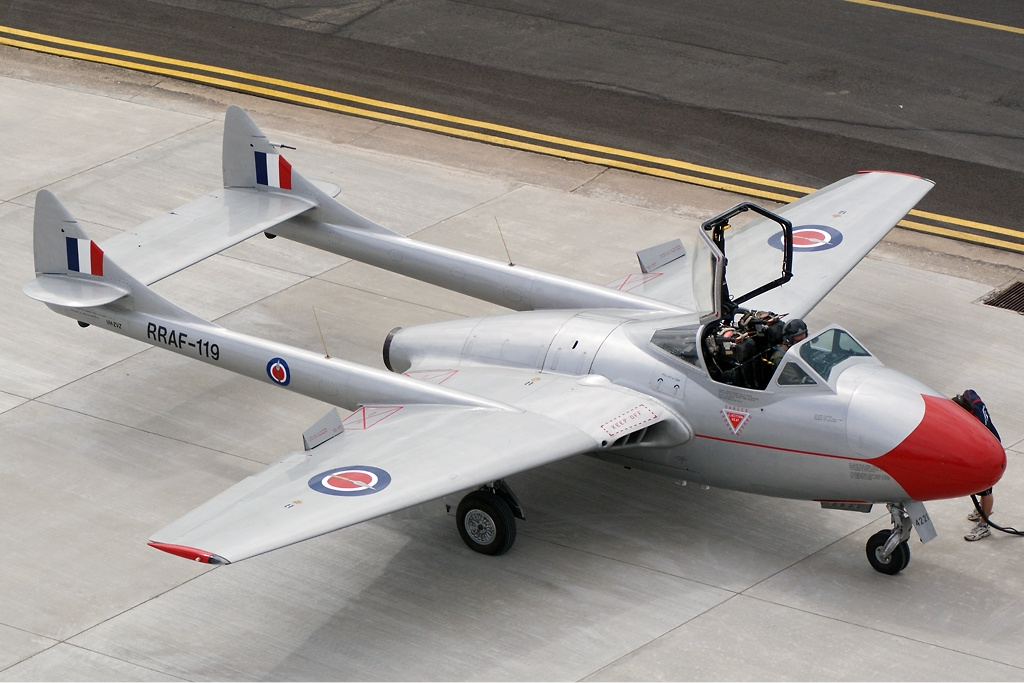
De Havilland Vampire T11 (DH-115) ex-armée de l'air de Rhodésie/Zimbabwe.

La Rhodésie récupère les aéronefs de la Royal Rhodesian Air Force :
- 18 Cessna Skymaster (rebaptisés Lynx) et modifiés pour l'attaque au sol, équipé de roquettes SNEB de 37 mm et de Frantan (napalm frabriqué localement),
- 17 Aermacchi SF360C et W,
- 12 Aermacchi AL-60,
- 12 Douglas C-47 Dakota.

Ceux-ci détiennent aussi des avions à réaction : 
- 9 Hunter FGA9,
- 12 Vampire,
- 7 English Electric Canberra[1],[2]

Cependant ces chiffres sont des estimations puisqu'on ne sait combien d'avions été loués à l'Afrique du Sud.
Et enfin certainement le plus important pour leur mobilité et pour réaliser leur fireforce une cinquantaine de SA-316/-318 Alouette III. Certains sont équipés d'un canon de 20 mm, d'autres, de deux mitrailleuses browning couplés en .303.
En 1979 ils feront l'acquisition de onze Bell 205 pouvant emporter 13 passagers.
Les tentatives d’achat d’avions à réaction n’aboutissent pas (sauf en ce qui concerne quelques jets sud-africains, Vampires FB9 et T11) et la Nouvelle-Zélande mit l’embargo sur une commande d’appareils d'instruction PAC CT/4 Airtrainer.

## Opérations interarmées
Les moyens des forces armées rhodésiennes sont intégrés à tous les niveaux de commandement.
L’expérience acquise pendant la campagne de Malaisie, l’insurrection Mau Mau au Kenya, les tactiques israéliennes, sud-africaine et portugaises, une fois adaptées, sont mises à profit dans l’application de techniques spécifiques.
Les opérations combinées (police, armée de terre, armée de l’air) sont particulièrement efficaces :
- en interne, les bandes sont cassées par une Fireforce qui intègre une petite unité d’infanterie aérotransportée par trois hélicoptères et un Dakota, appuyée par un avion d’appui air/sol et par l’hélicoptère/canon de 20 mm où se tient l’officier qui commande l’ensemble ;
- en externe, les camps d’insurgés sont détruits, soit par des excursions de Fireforce, soit par de grands raids aéroterrestres qui mettent en œuvre l’ensemble des moyens des deux armées (air, terre).

Une victoire aérienne a été enregistré lorsque, le 9 août 1979, un Britten-Norman Defender de la Force de défense du Botswana est abattu par un hélicoptère Alouette III du No. 7 Squadron armé d'un canon de 20 mm de la Rhodésie.

## Ordre de bataille
- No. 1 Squadron - Thornhill (12 x Hawker Hunter FGA.9)
- No. 2 Squadron - Thornhill (8 x Vampire FB.9; 8 x Vampire T.55; plus 13 x Vampire FB.52 prêtés par l’Afrique du Sud)
- No. 3 Squadron - New Sarum (13 x Douglas C-47; 1 x Cessna 402; 6 x BN-2A Islander; 1 x DC-7C; 1 x Baron)
- No. 4 Squadron - Thornhill (11 x AL-60F5 Trojan; 21 x Reims-Cessna FTB.337G; 14 x SF.260W)
- No. 5 Squadron - New Sarum (8 x EE Canberra B.2; 2 x EE Canberra T.4)
- No. 6 Squadron - Thornhill (13 x Percival Provost T.52; 17 x SF.260C)
- No. 7 Squadron - New Sarum (6 x Alouette II; 34 x Alouette III)
- No. 8 Squadron - New Sarum (11 x AB.205)

### Filmographie
- Le Putsch des mercenaires (Game for vultures), film britannique de James Fargo sorti en 1979, avec Richard Harris et Ray Milland, met en scène la contrebande d’hélicoptères américains par les services spéciaux rhodésiens et une frappe de Fireforce.